# Carlos Slepoy
Carlos Alberto Slepoy Prada (Buenos Aires, 2 de octubre de 1949-Madrid, 17 de abril de 2017), conocido también como Carli Slepoy, fue un jurista argentino exiliado en España especialmente conocido por su asistencia durante cuatro décadas como abogado a víctimas de las dictaduras argentina, chilena, guatemalteca y española dedicándose a la defensa de los derechos humanos y la justicia universal.
Fue víctima del secuestro y torturas durante el gobierno constitucional de Isabel Martínez de Perón durante su detención en marzo de 1976 en Argentina. En 1977 fue liberado y exiliado a España donde ejerció desde 1979 en Madrid como abogado tras haber sido detenido, torturado y encarcelado durante 20 meses.
En 1998 fue especialmente conocido en el ámbito internacional por su acción legal contra el dictador chileno Augusto Pinochet junto al juez Baltasar Garzón que permitió su detención durante un viaje al Reino Unido para una intervención médica. En 2010 junto con otros miembros de la abogacía impulsó en Buenos Aires una querella contra crímenes de la dictadura franquista.

## Trayectoria
Licenciado en Derecho por la Universidad de Buenos Aires en 1975 era un militante político revolucionario, de la izquierda. Ejercía en el campo del derecho laboral cuando fue secuestrado y torturado por el grupo parapolicial Alianza Anticomunista Argentina, conocido como Triple A responsable de la desaparición secuestro y asesinato de sindicalistas, abogados defensores de los trabajadores o de los derechos humanos, intelectuales, escritores, académicos, artistas, etc. Formaba parte de un grupo de abogados jóvenes que habían creado una red de defensores de activistas sindicales y políticos junto a otros once colegas jurídicos en distintos puntos de la provincia para asesorar a delegados gremiales. Cinco de ellos fueron secuestrados y se encuentran desaparecidos: Oscar Di Dío, Adolfo Chorni, Alberto Antebi, Nora Hochman y Alberto Podgaetsky.
Slepoy fue detenido el 15 de marzo de 1976 —nueve días antes del golpe de Estado— en una confitería del barrio porteño de la Chacarita. El grupo que lo detuvo estaba integrado por marinos de la Escuela de Mecánica de la Armada (ESMA).
Durante su detención en la ESMA fue torturado y sufrió simulacros de fusilamiento. Posteriormente fue trasladado al edificio de Coordinación Federal y al poco tiempo recayó en el Departamento Central de la Policía Federal. Después de días de torturas fue trasladado al penal de Villa Devoto, y posteriormente a la Unidad Penal Nº 9 de La Plata.
Durante toda su detención, Slepoy estuvo bajo responsabilidad del Poder Ejecutivo Nacional, que le denegó el exilio. El decreto 423 de 1977 fundamentó la detención del abogado y de decenas de presos políticos que también habían pedido dejar el país en que «podrían poner en peligro la paz y la seguridad de la Nación en caso de permitirse su salida del territorio nacional». Finalmente, fue expulsado del país y salió en libertad de en octubre de 1977.

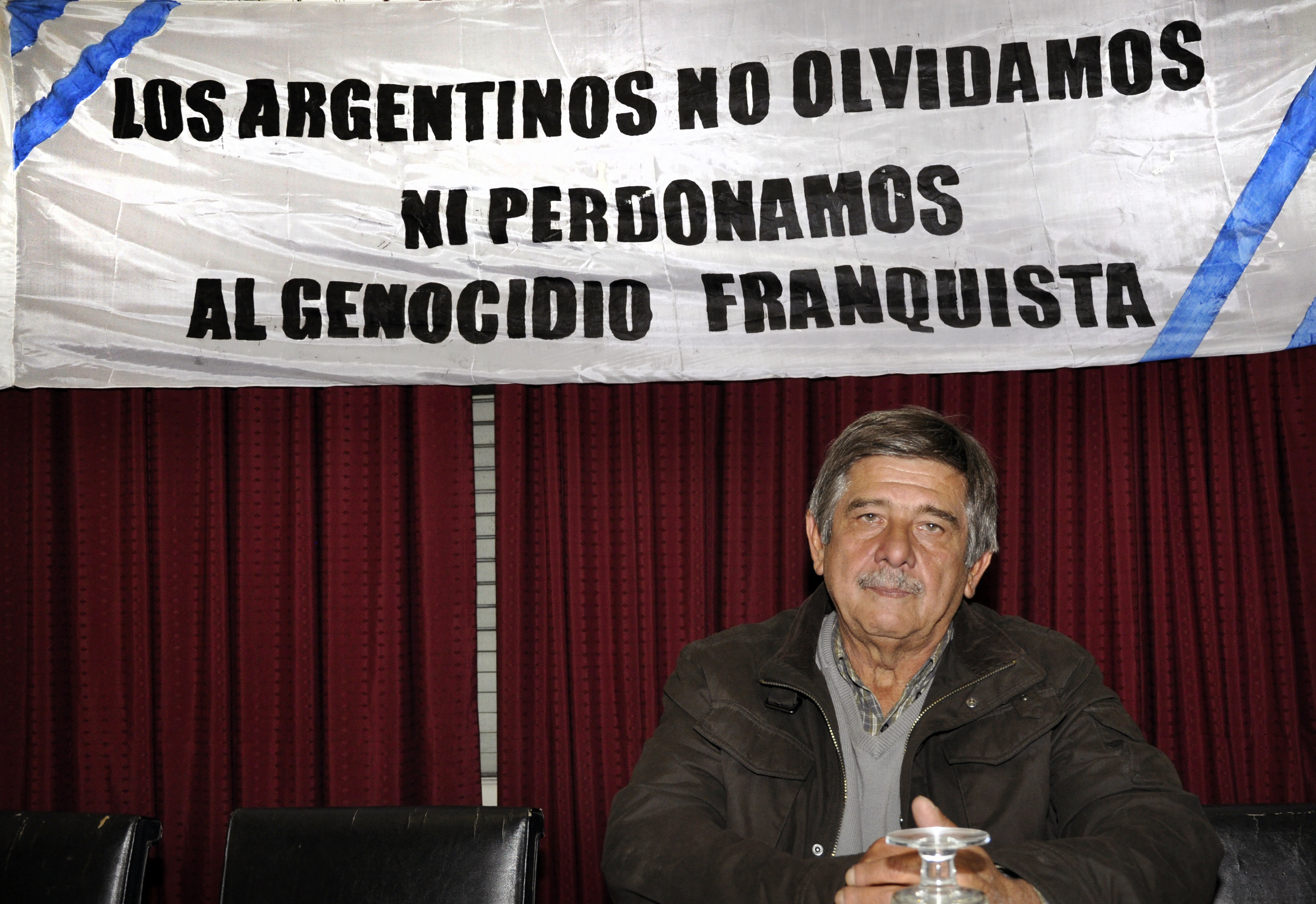
2 de septiembre de 2013

Desde 1979 ejerció la abogacía en España en favor de los derechos humanos, defendiendo la jurisdicción universal reclamando que las instituciones internacionales permitan a la ciudadanía luchar contra los abusos y violaciones de derechos fundamentales perpetrados por dictaduras, en cualquier parte del mundo.
El 17 de enero de 1982, un policía nacional «en estado de embriaguez» y fuera de servicio disparó contra el abogado causándole lesiones que tardaron en curar un año y medio, de las que le quedaron muy graves secuelas. El abogado había intervenido para pedirle que dejara de intimidar con su arma a unos adolescentes en una plaza de Madrid. El abogado, que en aquellos momentos trabajaba como abogado laboralista en UGT recibió el disparo en la espalda, en la región lumbar, dejándole como secuelas grave dificultad para andar y muy escasa sensibilidad en los pies. Con el tiempo, terminó sentado en una silla de ruedas.
Slepoy patrocinó una asociación de querellantes conocida como ‘la acusación popular, que presentó el 28 de marzo de 1996 una denuncia en los tribunales españoles por crímenes de lesa humanidad contra los represores de Argentina y Chile. La causa prosperó y permitió que el juez Baltasar Garzón ordenara en 1998 la captura del dictador chileno Augusto Pinochet en Londres, la condena a perpetuidad del exmarino Alfredo Scilingo y la extradición desde México del represor de la ESMA Ricardo Cavallo.

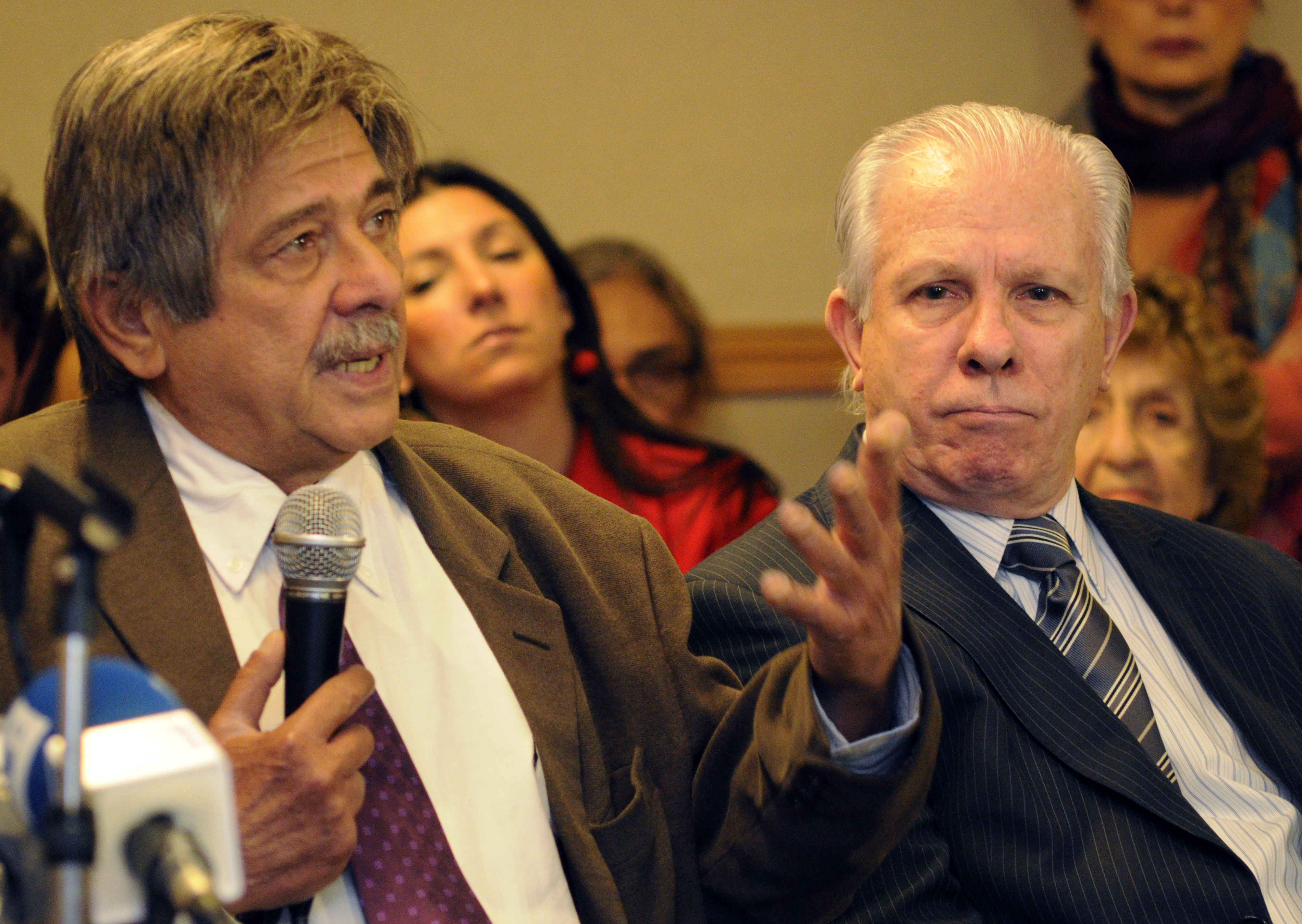
El abogado Carlos Slepoy junto al exfiscal Hugo Cañón

En 2007 actuó como abogado de la acusación popular en los juicios que instruyó el juez Baltasar Garzón contra Videla y otros miembros de la dictadura argentina. La Justicia española condenó al exmilitar argentino Adolfo Scilingo a 1084 años de prisión. También participó en las causas contra el exteniente argentino Ricardo Cavallo, el exdictador chileno Augusto Pinochet y el exdictador de Guatemala Ríos Montt.
En el año 2010 puso en marcha el proceso de la apertura de la querella argentina contra la dictadura franquista, clave para la recuperación de la memoria histórica en España. La iniciativa sería anunciada tras conocer que el juez Baltasar Garzón se sentaría en el banquillo por investigar los crímenes del franquismo. «El objetivo es evitar que esos crímenes queden impunes», explicó Slepoy haciendo un llamamiento a los familiares de los 113 000 desaparecidos para que denunciaran los crímenes en la querella.

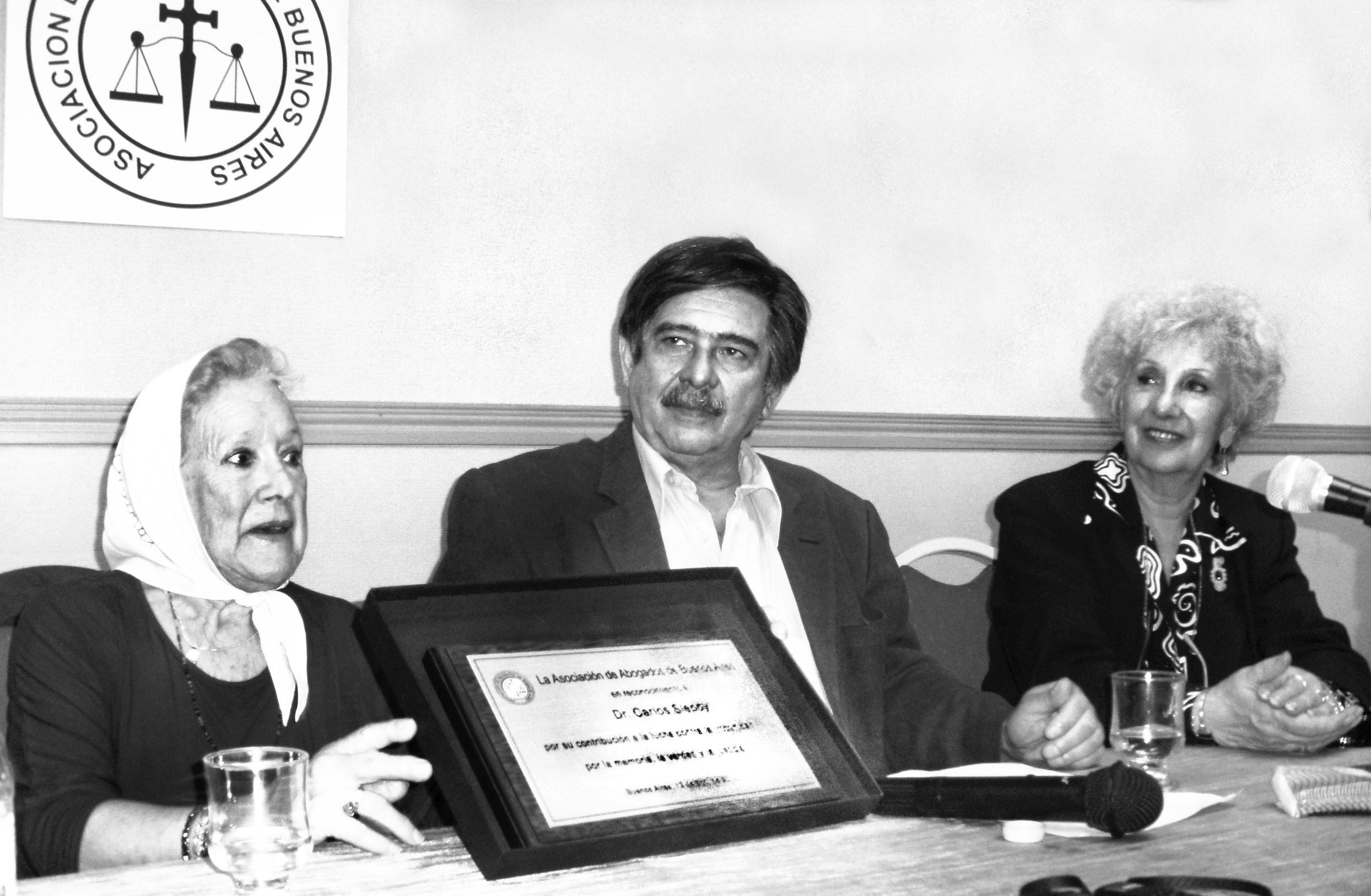
2010, Homenaje al abogado Carlos Slepoy en la Asociación de Abogados de Buenos Aires. En la foto junto a Nora Cortiñas, Estela de Carlotto.

Fue presidente durante 10 años de la Asociación Argentina Pro Derechos Humanos en Madrid, institución fundada en 1989 a raíz de los indultos concedidos en dicha fecha por el Gobierno argentino a distintos militares procesados o condenados y miembro de la Asociación Libre de Abogados de Madrid.
Fue uno de los Abogados de la Acción Popular en el Sumario del Juzgado Central de Instrucción n.º 5 de la Audiencia Nacional, a cargo de Baltasar Garzón Real por los delitos de genocidio y terrorismo, cometidos durante las dictaduras militares argentina y chilena.
Slepoy fue galardonado con diversos premios por su defensa de los Derechos Humanos y su labor en favor de la justicia internacional y publicó numerosos artículos relacionados con la aplicación efectiva del principio de jurisdicción universal, en la persecución judicial de los Crímenes de Lesa Humanidad.
Murió el 17 de abril de 2017 a los 68 años por un fallo multiorgánico, a pocos días del homenaje que el diario Público tenía previsto realizar al jurista, con el estreno del galardón Derechos Humanos del periódico.